# Torre Torre
Torre Torre es el nombre dado a unas formaciones rocosas ubicadas a 1500 m de la ciudad de Huancayo, en el Perú. Son torres de tierra arcillosa formadas por la acción erosiva del viento y de las lluvias, también llamadas chimeneas de hadas o hoodoos (en inglés), que en algunos casos alcanzan una altura de más de 30 m. Aunque el estado actual de las formaciones sea bueno, la erosión sigue transformándolas cada día.